# Das Märchen von der Troika
Das Märchen von der Troika (russisch Сказка о Тройке Skaska o Troike) ist eine Erzählung von Arkadi und Boris Strugazki aus dem Jahr 1967, die Fortsetzung zu Der Montag fängt am Samstag an.
Ursprünglich sollte diese Erzählung in den Verlagen Molodaja Gwardija und Detskaja literatura erscheinen, die Veröffentlichung wurde jedoch aufgrund der Kritik an der sowjetischen Bürokratie abgelehnt. Im Jahr 1967 wurde eine kürzere, harmlosere Version der Erzählung in zwei Ausgaben der Zeitschrift Angara in Irkutsk abgedruckt. Selbst dann wurde die gesamte Auflage der beiden Angara-Ausgaben eingestampft; der Chefredakteur der Zeitschrift, Juri Samsonow, wurde seines Postens enthoben. In der Sowjetzeit wurde „Das Märchen von der Troika“ unautorisiert im deutsch-russischen Dissidentenverlag Posev veröffentlicht. Erst zwanzig Jahre später wurde die Originalversion der „Troika“ in der Sowjetunion in der Zeitschrift Smena veröffentlicht.

## Handlung
Es existieren zwei Fassungen des Buches, die sich in der Handlung teilweise stark unterscheiden. Die erste, längere Version ist als „Smena-Fassung“, oder „Das Märchen von der Troika-1“ bekannt. Die zweite, kürzere, Version wird als Angara-Fassung, oder „Das Märchen von der Troika-2“ bezeichnet.

### Smena-Fassung („Troika-1“)
Die Mitarbeiter des Nationalinstituts für Magie und Zauberei (NIITschaWO), Alexander Priwalow, Witjka Kornejew, Roman Ojra-Ojra und Edik Amperjan reisen nach Kiteschgrad, um dort für ihr Institut bestimmte magische Artefakte in Empfang zu nehmen. Zu diesen Artefakten gehören die intelligente Wanze Goworun, der sprechende Krake Spiridon, der Außerirdische Konstantin, ein Schneemensch, eine Blackbox usw. Jedoch müssen sie bald feststellen, dass die zuständige Behörde, „Troika zum Rationalisieren und Utilisieren von Unerklärlichen Erscheinungen“ (TPRUNJA, rus. ТПРУНЯ), über immense Macht, grandiose Unwissenheit und karikaturenhafte Bürokratie verfügt. Die Troika besteht merkwürdigerweise aus fünf Personen: dem Vorsitzenden Lawr Fedotowitsch Wunjukow, dem hysterischen Aktivisten Rudolf Hlebowwodow, dem Opportunisten Farfurkis, dem ständig schlafenden Oberst der Motorraddivision sowie dem wissenschaftlichen Berater Amwrosij Ambroisowitsch Wybegallo.
Die jungen Wissenschaftler müssen nun mit der bürokratischen Behörde fertigwerden – einerseits müssen sie die gewünschten Artefakte erhalten, andererseits vermeiden, dass ihnen unnütze, pseudowissenschaftliche Gegenstände aufgebunden werden. Die bürokratische Troika verfügt ihrerseits über ein magisches Artefakt – das Große Runde Siegel. Die mit diesem Siegel gestempelten Entscheidungen werden unweigerlich und sofort zu Realität. Als beispielsweise TPRUNJA beschließt, dass ein Mückenmoor schädlich für die Volkswirtschaft sei, verschwindet es sofort von der Karte. Am Ende wird die Troika überlistet, indem die Protagonisten ihrerseits eine Unterkommission bilden und die gewünschten Gegenstände an sich selbst verteilen.

### Angara-Fassung („Troika-2“)
Die zweite, weniger bekannte Fassung der Erzählung hat einen anderen Anfang und Ende. Dort hält sich die Troika in der legendären Stadt Tjmuskorpion im 76. Stockwerk des NIITSchaWO-Gebäudes auf. Es brechen nur Alexander Priwalow und Edik Amperjan auf, um die Vorkommnisse im 76. Stock zu untersuchen. In dieser Version fehlen Roman Ojra-Ojra und Witjka Kornejew, sowie einige Nebencharaktere wie der Krake Spiridon, der flüssige Außerirdische, der schlafende Oberst u. a. Am Ende dieser Fassung werden Alexander und Edik von den erfahrenen Magistern der Magie, Fjodor Kiwrin und Cristóbal Junta, gerettet.

## Trivia
- Die beiden Autoren bevorzugten unterschiedliche Versionen des Buches. Boris Strugazki bevorzugt die längere Smena-Fassung, während Arkadi Strugazki die kürzere Angara-Version bevorzugte.[1] Abweichend davon ist aber in Band 6 der Heyne-Werkausgabe auf ausdrücklichen Wunsch von Boris Strugazki die kürzere Angara-Fassung enthalten.[2]

## Deutsche Ausgaben
Angara-Fassung
- Arkadi und Boris Strugazki: Das Märchen von der Troika. In: Die zweite Invasion der Marsianer. Zwei Science-Fiction-Erzählungen. (= Phantastische Bibliothek. Band 139). Suhrkamp Taschenbuch, Frankfurt am Main 1984, ISBN 3-518-37581-4, S. 129–285 (übersetzt von Giuseppina Morbioli).
- Arkadi und Boris Strugatzki: Das Märchen von der Troika. In: Der Montag fängt am Samstag an / Das Märchen von der Troika / Fünf Löffel Elixier / Das lahme Schicksal. (= Werkausgabe. Band 6). Heyne, München 2014, ISBN 978-3-453-31214-2 (übersetzt von David Drevs and Helga Gutsche).

Smena-Fassung
- Arkadi und Boris Strugazki: Troika. Phantastischer Roman. (= Phantastische Bibliothek. Band 300). Suhrkamp Taschenbuch, Frankfurt am Main 1990, ISBN 978-3-518-38721-4 (übersetzt von Helga Gutsche).